# Vaidotas
Vaidotas (fl. 1362) era uno dei figli di Kęstutis, granduca di Lituania nel 1381 e nel 1382.
Nelle fonti affidabili viene menzionato solo in un paio di occasioni: in una battaglia a difesa del castello di Kaunas nel 1362 e come signore di Navahrudak. A causa della penuria quasi totale di informazioni, sulla sua vita sono state effettuate svariate ricostruzioni storiografiche.

## Riferimenti storici

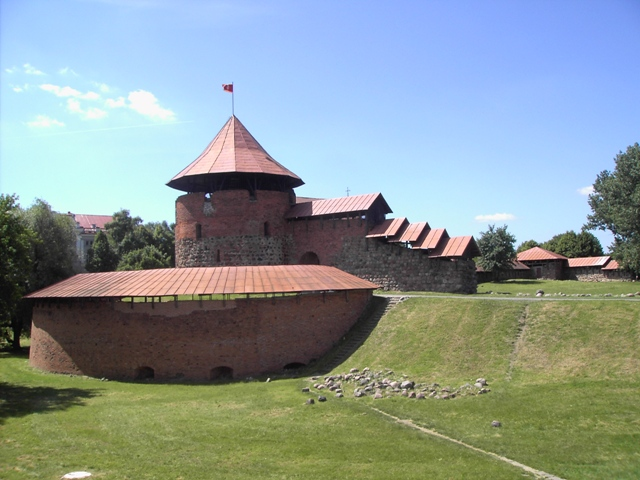
Il castello di Kaunas, la fortificazione che Vaidotas non riuscì a difendere

Secondo le cronache di Wigand di Marburgo, Vaidotas era il comandante della guarnigione del castello di Kaunas di recente costruzione nel corso di un assedio avviato dall'Ordine teutonico e durato per tre settimane nell'aprile del 1362. A seguito di feroci combattimenti, la fortificazione fu espugnata dagli attaccanti e poi rasa al suolo. Vaidotas, alla guida di 36 uomini, cercò di sfondare nuovamente le linee nemiche, ma venne fatto prigioniero. Tale azione militare risultò una delle più decisive e importanti vittorie militari avvenute nel corso della crociata lituana nel XIV.
In un documento del 1401, il fratello e l'allora granduca Vitoldo affermava che qualche anno prima Vaidotas e suo fratello Tautvilas Kęstutaitis avessero ricevuto l'incarico di governare in maniera congiunta Navahrudak, ma non è chiaro quando ciò accadde. Gli storici propendono per il 1365 come data più probabile.

## Interpretazioni
Per via della limitatezza delle fonti storiche, si confonde talvolta Vaidotas con Vaidutis (Waydutte), figlio di Butautas e nipote di Kęstutis. Ulteriore confusione è ingenerata dalla cronaca di Bychowiec, un testo inaffidabile redatto nel XVI secolo, il quale afferma che Vaidotas si spense in giovane età in Lituania. Gli studiosi Stephen Christopher Rowell e Robert Frost sostengono che Butautas e Vaidotas sono da considerarsi la stessa persona e i loro nomi sono stati riportati in maniera differente a causa dei dialetti diversi.
Nella sua monografia del 1999 sui primi Gediminidi, lo storico polacco Jan Tęgowski ha fornito la seguente biografia di Vaidotas: si trattava del figlio maggiore di Kęstutis e di Birutė; fu catturato a Kaunas nel 1362, ma sfuggì in qualche modo prima del 1365 e ricevette Navahrudak; si convertì alla religione ortodossa e fu battezzato come Ivan; ebbe due figli, Jerzy e Konrad; nel 1384, durante la guerra civile lituana (1381-1384), accompagnò Vitoldo nei suoi incontri con l'Ordine teutonico; nel 1389 si recò nello Stato monastico per volere di Vitoldo; morì dopo il 1390. Molte di queste conclusioni si basano sulle seguenti ricostruzioni effettuate dallo studioso polacco: innanzitutto, l'Ivan che affiancò Vitoldo non dovette essere Ivan Olshansky. In secondo luogo, che il figlio Jerzy non fosse Jerzy Narymuntowicz e che Konrad non fosse Tautvilas Kęstutaitis.